# ブルさんはおねむ
『ブルさんはおねむ』（原題：Cock-a-doodle Dog, 公開：1951年2月10日）は、アメリカ合衆国の映画会社メトロ・ゴールドウィン・メイヤー (MGM) に所属していたアニメーターのテックス・アヴェリーによる作品の1つ。眠ろうとするブルドッグと、それを妨害するニワトリが展開するコメディアニメ。

## スタッフ
- 監督 - テックス・アヴェリー
- 制作総括 - フレッド・クインビー
- アニメーション制作 - マイケル・ラー、グラント・シモンズ、ウォルター・クリントン
- 脚本 - リッチ・ホーガン
- 音楽 - スコット・ブラッドリー

## 内容
不眠症となったブルドッグのスパイクが一晩中眠れず、早朝になって犬小屋へ戻ってきた。ようやく眠りにつこうとしたスパイクの耳に、けたたましい鳴き声が。外を見ると、ひょろりとしたニワトリが柵の上で大声で鳴いている。腹を立てたスパイクは古靴を投げつけるが、靴は投げ返されて彼の顔面を直撃。怒り心頭に発したスパイク、ニワトリ小屋を木の根本まで押すと、斧で木を刈って粉砕しようとするが、自分が潰される。懲りずにあの手この手でニワトリを黙らせようとドタバタ劇を繰り広げる。丸い爆弾をリンゴに偽装して置いておくと、ニワトリは本物のリンゴのようにうまそうに食べるので、奪い取って食べようとしたスパイクの口の中でリンゴ爆弾が爆発。あるいは、ニワトリの口の中に石鹸を投げ込んで、どうにか声が出ないようにするが、ニワトリの口の中から大きなシャボン玉が出て、眠っているスパイクの耳元に漂ってきて破裂、とたんに甲高いニワトリの声が響いて飛び上がるスパイク。ニワトリを高い雪山の頂上に生えている巨木にしばりつけ、ようやく安眠かと思われたが、また鳴き声が。ニワトリが引き抜いた巨木を背負って柵の上で鳴いていたのだ。頭に来て外に飛び出したスパイクだが、ニワトリが逃げる時に放り出した大木が彼の頭を金づちよろしく叩き、釘のように地面に打ちつけられてしまう。その他、何としてもニワトリを黙らせようと手を尽くすが、ことごとく失敗、逆にさんざんやられてしまう。
しかし、そうしているうちに、やがて仇敵のニワトリが寝る時間となり、鶏舎に入って休もうとしたところ、外から奇妙な鳴き声が。声の主は何とスパイク。スパイクは、ニワトリの鳴き声のせいで眠れなかったことに腹を立てて、柵の上に登ってやかましく「コケコッコー」と叫んでいる。怒ったニワトリは黙らせようと古靴を投げつけるが、スパイクに投げ返され、その衝撃で羽毛が抜け落ち、丸裸になってしまう。

## 登場するキャラクター
スパイク
本作の主人公であるブルドッグ。今回は、不眠症となって朝帰り。目が充血して、浮いた血管が地図のようになっている。ニワトリに鳴かれて眠れず、黙らせようとして逆にこっぴどくやられてしまう。その仕返しに柵の上に登って「コケコッコー」と絶叫。ニワトリの安眠を妨害する。原題名はこのオチから（Cock-a-doodle［doo］コッカドゥードゥルドゥーは英語でニワトリの鳴き声を表す擬音語）。
ニワトリ
不眠症となったスパイクの安眠の邪魔をする敵役。安眠を妨害されて怒るスパイクとドタバタ劇を繰り広げる。スパイクを完膚無きまでにやっつけるが、最後には眠れなかったことに腹を立てたスパイクに安眠を邪魔された挙句、靴を投げつけられ自分の羽毛を抜かれるという自業自得な結末を迎えてしまった。

## 日本でのTV放映
TBS版の『トムとジェリー』の短編に挟まれて放映されていた。